# Very Idham Henyansyah
Very Idham Henyansyah, également connu sous le nom de Ryan, est un tueur en série indonésien. Il a avoué avoir tué 11 personnes et a été condamné à mort. Very est en attente d'exécution au pénitencier de Kesambi à Cirebon. Il a été arrêté en 2008.
Cette affaire a acquis une notoriété certaine en Indonésie en raison de la nature horrible des meurtres. Le corps de l'une de ses victimes a été retrouvé au bord de la route de Jakarta découpé en sept morceaux embrochés sur une barre,. Very enterrait le corps de ses victimes dans la cour de sa maison à Jombang Regency dans la province de Java oriental.
Après son arrestation, il a été surnommé le « tueur en série chantant » car pour divertir les gardiens, les autres détenus et le public des médias, il a pris l'habitude de chanter dans sa cellule les chansons d'un prochain album,. 
En février 2009, Very a publié une autobiographie intitulée The Untold Story of Ryan. Il y explique qu'il enseignait autrefois le Coran avant de devenir modèle. 
Very est ouvertement homosexuel et il a avoué que la plupart de ses victimes étaient aussi des hommes homosexuels. Very a admis avoir tué une de ses victimes après qu'elle lui eut offert de l'argent et une voiture pour avoir des relations sexuelles avec son petit ami. Cependant, en octobre 2010, il a annoncé qu'il avait l'intention de se marier avec une trafiquante de drogue, Eny Wijaya, qu'il avait rencontrée en 2008 quand ils étaient tous les deux détenus au Centre de détention de Jakarta. Eny Wijaya a été libérée du pénitencier de Pondok Bambu en septembre 2010. Une des raisons de ce mariage alors que Very est homosexuel est d'accomplir le vœu de sa mère qu'il soit marié.